# Nati nel 1975/Agosto
| Questa pagina contiene informazioni ricavate automaticamente dalle voci biografiche con l'ausilio del template Bio e di un bot. L'aggiornamento è periodico e automatico e ricostruisce completamente la pagina. Se manca una persona in questa lista, sei pregato di non aggiungerla, ma accertati piuttosto che la sua voce biografica contenga il template Bio e che i dati anagrafici siano correttamente compilati. Se il template Bio manca, inseriscilo tu stesso o, in alternativa, metti l'avviso {{tmp\|Bio}} che ne segnala la mancanza. Se i dati riportati sono sbagliati, correggi direttamente la voce biografica; le modifiche saranno visibili in questa lista entro pochi giorni. Per chiarimenti vedi il progetto biografie. La lista contiene solo le 334 persone che sono citate nell'enciclopedia e per le quali è stato implementato correttamente il template Bio. Pagina aggiornata al 18 ago 2025. |

- 1º agosto - Giuliano Battocletti, ex maratoneta e mezzofondista italiano
- 1º agosto - Timothy Jones, ex ciclista su strada zimbabwese
- 1º agosto - Danny Chan Kwok-kwan, attore e coreografo cinese
- 1º agosto - Antonella Mosetti, showgirl italiana
- 1º agosto - Claudio Noce, regista e sceneggiatore italiano
- 1º agosto - Jonas Ogandaga, ex calciatore gabonese
- 1º agosto - Musa Shannon, ex calciatore liberiano
- 1º agosto - Ofir Sofer, politico israeliano
- 1º agosto - Ane Dahl Torp, attrice norvegese
- 2 agosto - Hüseyin Beşok, ex cestista turco
- 2 agosto - Jesper Brugge, ex sciatore alpino e sciatore freestyle svedese
- 2 agosto - Andrés Fleurquín, ex calciatore uruguaiano
- 2 agosto - Mariana Loyola, attrice cilena
- 2 agosto - Isabel Macedo, attrice argentina
- 2 agosto - Tamás Molnár, ex pallanuotista ungherese
- 2 agosto - Yasuhiro Nagahashi, allenatore di calcio e ex calciatore giapponese
- 2 agosto - Martín Posse, ex calciatore argentino
- 2 agosto - Íngrid Rubio, attrice spagnola
- 2 agosto - Naoki Sakai, ex calciatore giapponese
- 2 agosto - Carlos Luciano da Silva, ex calciatore brasiliano
- 2 agosto - Joel Villanueva, politico filippino
- 2 agosto - Xu Huaiwen, ex giocatrice di badminton cinese
- 3 agosto - Oleksij Arestovyč, politico, militare e psicologo ucraino
- 3 agosto - Felix Brych, arbitro di calcio tedesco
- 3 agosto - Antonio Cirillo, ex canottiere italiano
- 3 agosto - Aleksandr Famïlʹcev, ex calciatore kazako
- 3 agosto - Mavillo Gheller, allenatore di calcio e ex calciatore italiano
- 3 agosto - Wael Gomaa, ex calciatore egiziano
- 3 agosto - Hideaki Itō, attore giapponese
- 3 agosto - Ionuț Luțu, ex calciatore rumeno
- 3 agosto - Neider Morantes, ex calciatore colombiano
- 3 agosto - Trevor Pryce, ex giocatore di football americano statunitense
- 3 agosto - Freddy Schwienbacher, ex fondista italiano
- 3 agosto - Evika Siliņa, avvocatessa e politica lettone
- 4 agosto - Giuseppe Civati, politico, saggista e editore italiano
- 4 agosto - Stefania De Peppe, doppiatrice italiana
- 4 agosto - Aleksej Evteev, ex giocatore di calcio a 5 russo
- 4 agosto - Andy Hallett, cantante e attore statunitense († 2009)
- 4 agosto - Karim Laghouag, cavaliere francese
- 4 agosto - Nikos Lymperopoulos, ex calciatore greco
- 4 agosto - Alejandro Murat Hinojosa, politico e avvocato messicano
- 4 agosto - Antonio Pandolfo, cabarettista, attore e animatore italiano
- 4 agosto - Max Sabbatani, pilota motociclistico italiano
- 4 agosto - Jutta Urpilainen, politica finlandese
- 5 agosto - Try Bennett, ex calciatore costaricano
- 5 agosto - Iddo Goldberg, attore israeliano
- 5 agosto - Manuele Guzzo, ex calciatore italiano
- 5 agosto - Dan Hipgrave, musicista, scrittore e conduttore televisivo inglese
- 5 agosto - Josep Jufré, ex ciclista su strada spagnolo
- 5 agosto - Oleg Kholkovskiy, ex calciatore kirghiso
- 5 agosto - Ousman Nyan, ex calciatore norvegese
- 5 agosto - Eicca Toppinen, violoncellista finlandese
- 5 agosto - Marek Zúbek, ex calciatore ceco
- 6 agosto - Jørgen Aukland, fondista norvegese
- 6 agosto - Jesús Fernández, ex cestista spagnolo
- 6 agosto - Anders Friberg, ex calciatore svedese
- 6 agosto - Renate Götschl, ex sciatrice alpina austriaca
- 6 agosto - Ivica Grlić, ex calciatore bosniaco
- 6 agosto - Cato Guntveit, ex calciatore norvegese
- 6 agosto - Katja Koren, ex sciatrice alpina slovena
- 6 agosto - Evgenij Evgen'evič Lovčev, ex calciatore russo
- 6 agosto - Ryan Martinie, bassista statunitense
- 6 agosto - Ángeles Montolio, ex tennista spagnola
- 6 agosto - Il'ja Ponomarëv, politico russo
- 6 agosto - Giorgio Rocca, ex sciatore alpino italiano
- 6 agosto - Liesje Sadonius, cantante belga
- 6 agosto - Paweł Szkopek, pilota motociclistico polacco
- 7 agosto - Aleksej Alipov, tiratore a volo russo
- 7 agosto - Koray Candemir, musicista, cantautore e chitarrista turco
- 7 agosto - Gaahl, cantante e cantautore norvegese
- 7 agosto - Jim van Fessem, ex calciatore olandese
- 7 agosto - Megan Gale, modella e attrice australiana
- 7 agosto - Danijel Hrman, ex calciatore croato
- 7 agosto - Guy Luzon, allenatore di calcio e ex calciatore israeliano
- 7 agosto - Sergej Malyšev, allenatore di calcio a 5 e ex giocatore di calcio a 5 russo
- 7 agosto - Hans Matheson, attore britannico
- 7 agosto - Édgar Rentería, giocatore di baseball colombiano
- 7 agosto - Charlize Theron, attrice, produttrice cinematografica e modella sudafricana
- 7 agosto - Laurent Viérin, politico italiano
- 7 agosto - Xie Zhimin, ex calciatore macaense
- 8 agosto - Samir Boughanem, allenatore di calcio e ex calciatore marocchino
- 8 agosto - Lorenzo Civallero, marciatore italiano
- 8 agosto - Babaman, cantante e rapper italiano
- 8 agosto - Ardian Dashi, ex calciatore albanese
- 8 agosto - Stephanie Kellner, attrice, doppiatrice e conduttrice radiofonica tedesca
- 8 agosto - Ross Nicholson, ex calciatore neozelandese
- 8 agosto - Supriyono Paimin, ex calciatore indonesiano
- 8 agosto - Matt Shakman, regista e attore statunitense
- 8 agosto - Silvia Tagliacarne, ex calciatrice italiana
- 8 agosto - Makoto Tanaka, ex calciatore giapponese
- 8 agosto - Federico Todeschini, ex rugbista a 15 argentino
- 8 agosto - Jason Weir-Smith, ex tennista sudafricano
- 8 agosto - Ekaterina Zaharieva, politica e avvocata bulgara
- 9 agosto - Robert Brovdi, imprenditore e militare ucraino
- 9 agosto - Jerry Duplessis, produttore discografico e compositore haitiano
- 9 agosto - Anjali Jay, attrice, scrittrice e ballerina indiana
- 9 agosto - Robbie Middleby, dirigente sportivo e ex calciatore australiano
- 9 agosto - Elaine Powell, ex cestista e allenatrice di pallacanestro statunitense
- 9 agosto - Ron Sijm, ex calciatore e ex giocatore di calcio a 5 olandese
- 9 agosto - Claudio Uberti, regista e sceneggiatore italiano
- 10 agosto - Karsten Bailey, ex giocatore di football americano statunitense
- 10 agosto - Morten Berre, ex calciatore norvegese
- 10 agosto - Alexandre Bustillo e Julien Maury, regista, produttore cinematografico e produttore televisivo francese
- 10 agosto - Cristiana Cascioli, ex schermitrice e dirigente sportiva italiana
- 10 agosto - İlhan Mansız, ex calciatore, allenatore di calcio e pattinatore artistico su ghiaccio turco
- 10 agosto - Lamar King, ex giocatore di football americano statunitense
- 10 agosto - Lise Mackie, ex nuotatrice australiana
- 10 agosto - Vinicio Marchioni, attore italiano
- 10 agosto - Janez Marič, ex biatleta e fondista sloveno
- 10 agosto - Tessie Santiago, attrice statunitense
- 10 agosto - Rebecca Taylor, politica britannica
- 10 agosto - Lorenzo Vismara, ex pallanuotista e nuotatore italiano
- 10 agosto - Floyd Wedderburn, ex giocatore di football americano giamaicano
- 11 agosto - Asma al-Assad, siriana
- 11 agosto - Karim Bachar, allenatore di calcio a 5 e ex giocatore di calcio a 5 belga
- 11 agosto - Suzu Chiba, ex nuotatrice giapponese
- 11 agosto - Dareysteel, rapper spagnolo
- 11 agosto - Israel Donis, ex calciatore guatemalteco
- 11 agosto - Enrique de la Fuente, ex pallavolista spagnolo
- 11 agosto - Gilbert Mushangazhike, ex calciatore zimbabwese
- 11 agosto - Roger Craig Smith, doppiatore statunitense
- 11 agosto - Flavio Soriga, scrittore italiano
- 11 agosto - Kishō Taniyama, doppiatore giapponese
- 12 agosto - Casey Affleck, attore, regista e sceneggiatore statunitense
- 12 agosto - Carter Bays, sceneggiatore e produttore televisivo statunitense
- 12 agosto - Dean Brody, cantautore canadese
- 12 agosto - Palmer Canon, ex wrestler e ex artista marziale misto statunitense
- 12 agosto - Roberto D'Aversa, allenatore di calcio e ex calciatore italiano
- 12 agosto - Donovin Darius, ex giocatore di football americano statunitense
- 12 agosto - Davide Donati, botanico e esploratore italiano
- 12 agosto - Adam Killian, attore pornografico, regista e ballerino statunitense
- 12 agosto - Anders Myrvold, ex hockeista su ghiaccio norvegese
- 12 agosto - Mikhail Potskhveria, ex calciatore georgiano
- 12 agosto - Raegan Scott, ex cestista e allenatrice di pallacanestro statunitense
- 12 agosto - Regan Upshaw, ex giocatore di football americano statunitense
- 12 agosto - Taryn Woods, pallanuotista australiana
- 13 agosto - Nanni Baldini, doppiatore, direttore del doppiaggio e dialoghista italiano
- 13 agosto - James Carpinello, attore statunitense
- 13 agosto - Katryna Gaither, ex cestista statunitense
- 13 agosto - Ante Grgurević, ex cestista e allenatore di pallacanestro croato
- 13 agosto - Kléber Pereira, ex calciatore brasiliano
- 13 agosto - Steffen Slumstrup Nielsen, compositore di scacchi danese
- 13 agosto - Brandon Som, poeta statunitense
- 13 agosto - Marty Turco, ex hockeista su ghiaccio canadese
- 14 agosto - Denni Conteh, ex calciatore danese
- 14 agosto - Greg Ellis, ex giocatore di football americano statunitense
- 14 agosto - Luigi Famiglietti, politico italiano
- 14 agosto - Zaina Kapepula, ex cestista della Repubblica Democratica del Congo
- 14 agosto - Laura Nicolini, ex cestista argentina
- 14 agosto - Michael Pittman, ex giocatore di football americano statunitense
- 14 agosto - Seo Dong-won, ex calciatore sudcoreano
- 14 agosto - Christy Smith, ex cestista e allenatrice di pallacanestro statunitense
- 14 agosto - Samuel Streiff, attore svizzero
- 14 agosto - Mike Vrabel, ex giocatore di football americano e allenatore di football americano statunitense
- 15 agosto - Vladimir Chertkov, ex calciatore kirghiso
- 15 agosto - Jürgen Dirkx, allenatore di calcio e ex calciatore olandese
- 15 agosto - Vaxtang Hakobyan, ex calciatore armeno
- 15 agosto - Eirik Halvorsen, ex saltatore con gli sci norvegese
- 15 agosto - Timur Ivanov, politico russo
- 15 agosto - Yoshikatsu Kawaguchi, ex calciatore giapponese
- 15 agosto - Bolor-Erdene Khaltar, giornalista e scrittrice mongola
- 15 agosto - Elaine Luria, politica e militare statunitense
- 15 agosto - Joe Mattacchione, dirigente sportivo e ex calciatore canadese
- 15 agosto - Brendan Morrison, ex hockeista su ghiaccio canadese
- 15 agosto - Jérôme Neuville, ex pistard e ex ciclista su strada francese
- 15 agosto - Park Kyung-mo, arciere sudcoreano
- 15 agosto - Johan Rodríguez, ex calciatore messicano
- 15 agosto - James Wade, ex cestista, allenatore di pallacanestro e dirigente sportivo statunitense
- 15 agosto - Kara Wolters, ex cestista statunitense
- 15 agosto - Kenan Yelek, ex calciatore turco
- 15 agosto - Gloria Zanin, attrice, conduttrice televisiva e ex modella italiana
- 16 agosto - Didier Agathe, ex calciatore francese
- 16 agosto - Left Side, rapper italiano
- 16 agosto - Andrea Bajani, scrittore italiano
- 16 agosto - Imants Bleidelis, ex calciatore lettone
- 16 agosto - Caio Ribeiro Decoussau, ex calciatore brasiliano
- 16 agosto - Taika Waititi, regista, sceneggiatore e attore neozelandese
- 16 agosto - Bruno Irles, allenatore di calcio e ex calciatore francese
- 16 agosto - Jonatan Johansson, allenatore di calcio e ex calciatore finlandese
- 16 agosto - Magic, rapper statunitense († 2013)
- 16 agosto - Christián Patiño, ex calciatore messicano
- 16 agosto - Lori Rom, attrice statunitense
- 16 agosto - Cyril Saulnier, ex tennista francese
- 16 agosto - George Stults, attore statunitense
- 16 agosto - Stein Hendrik Tuff, ex saltatore con gli sci norvegese
- 16 agosto - Yan Sen, tennistavolista cinese
- 16 agosto - Tania Zamparo, conduttrice televisiva italiana
- 17 agosto - Luis Carlos Cuartero, ex calciatore spagnolo
- 17 agosto - Jang Sok-chol, calciatore nordcoreano
- 17 agosto - LaTonya Johnson, ex cestista statunitense
- 17 agosto - Mahmoud Saftar, ex calciatore libico
- 17 agosto - Luigi Mastrangelo, ex pallavolista italiano
- 18 agosto - Slobodan Boškan, dirigente sportivo, allenatore di pallavolo e ex pallavolista serbo
- 18 agosto - Piergiorgio Bucci, cavaliere italiano
- 18 agosto - Róbert Fazekas, ex discobolo ungherese
- 18 agosto - Juan Francesio, ex rugbista a 15, allenatore di rugby a 15 e dirigente sportivo argentino
- 18 agosto - Aleksandr Lipko, dirigente sportivo, allenatore di calcio e ex calciatore russo
- 18 agosto - Aitor López Rekarte, ex calciatore spagnolo
- 18 agosto - Kaitlin Olson, attrice statunitense
- 18 agosto - Dženan Uščuplić, calciatore e allenatore di calcio bosniaco († 2024)
- 18 agosto - Jani Viander, allenatore di calcio e ex calciatore finlandese
- 18 agosto - Felicia Zimmermann, schermitrice statunitense
- 18 agosto - Petr Čajánek, ex hockeista su ghiaccio ceco
- 19 agosto - Marco Alverà, dirigente d'azienda italiano
- 19 agosto - Jérémie Bélingard, ex ballerino francese
- 19 agosto - Chynna Clugston Flores, fumettista statunitense
- 19 agosto - Trond Ivar Døvle, arbitro di calcio norvegese
- 19 agosto - Francisco Fernández, ex calciatore cileno
- 19 agosto - Kuishinbo Kamen, wrestler giapponese
- 19 agosto - Andreas Karlsson, ex hockeista su ghiaccio svedese
- 19 agosto - Oliver Mintzlaff, dirigente sportivo e ex mezzofondista tedesco
- 19 agosto - Jason Miskiri, ex cestista guyanese
- 19 agosto - Mỹ Linh, cantante, personaggio televisivo e attivista vietnamita
- 19 agosto - Trygve Nygaard, ex calciatore norvegese
- 19 agosto - Tracie Thoms, attrice statunitense
- 20 agosto - Arjan Beqaj, allenatore di calcio e ex calciatore albanese
- 20 agosto - Beatrice Căslaru, nuotatrice rumena
- 20 agosto - Nina Di Majo, regista, attrice e sceneggiatrice italiana
- 20 agosto - Chris Fedak, sceneggiatore e produttore televisivo statunitense
- 20 agosto - Marcelo Miguel Pelissari, ex calciatore brasiliano
- 20 agosto - Giovanna Volpato, maratoneta italiana
- 21 agosto - Coumba Cissé, ex cestista senegalese
- 21 agosto - Caroline Gennez, politica belga
- 21 agosto - Dario Gjergja, allenatore di pallacanestro croato
- 21 agosto - Martina Kniezková, atleta paralimpica ceca († 2015)
- 21 agosto - Akili Smith, ex giocatore di football americano statunitense
- 21 agosto - Marijo Strahonja, arbitro di calcio croato
- 21 agosto - Craig Waibel, ex calciatore statunitense
- 21 agosto - Alicia Witt, attrice, cantante e pianista statunitense
- 21 agosto - Viktorija Zaborova, pentatleta russa
- 21 agosto - Marco Mario de Notaris, attore italiano
- 22 agosto - Clint Bolton, ex calciatore australiano
- 22 agosto - Salvador Carmona, ex calciatore messicano
- 22 agosto - Pietro Caucchioli, ex ciclista su strada italiano
- 22 agosto - Shelly Cole, attrice statunitense
- 22 agosto - Matthew Edison, attore canadese
- 22 agosto - Obinna Ekezie, ex cestista nigeriano
- 22 agosto - Robert Enes, ex calciatore australiano
- 22 agosto - Werner Maresta, fumettista italiano
- 22 agosto - Rodrigo Santoro, attore e doppiatore brasiliano
- 22 agosto - Charles Smith, ex cestista statunitense
- 22 agosto - Franco Squillari, allenatore di tennis e ex tennista argentino
- 23 agosto - Mark Angel, ex calciatore inglese
- 23 agosto - Fabio Carpani, pilota motociclistico italiano
- 23 agosto - Marco Ciriello, scrittore e giornalista italiano
- 23 agosto - Gustavo Endres, dirigente sportivo e ex pallavolista brasiliano
- 23 agosto - Barbora Garbová, ex cestista slovacca
- 23 agosto - José Félix Guerrero, ex calciatore spagnolo
- 23 agosto - Naoya Kikuchi, allenatore di hockey su ghiaccio e ex hockeista su ghiaccio giapponese
- 23 agosto - Sean Leary, alpinista e base jumper statunitense († 2014)
- 23 agosto - Sean Marks, ex cestista, allenatore di pallacanestro e dirigente sportivo neozelandese
- 23 agosto - Miguel Francisco Pereira, ex calciatore angolano
- 23 agosto - Salvatore Pinna, allenatore di calcio e ex calciatore italiano
- 23 agosto - Jarkko Ruutu, ex hockeista su ghiaccio finlandese
- 23 agosto - Abdelhalim Sayah, ex cestista algerino
- 24 agosto - Kwesi Ameyaw, attore canadese
- 24 agosto - Trond Bjørnsen, ex calciatore norvegese
- 24 agosto - Roberto Colombo, dirigente sportivo e ex calciatore italiano
- 24 agosto - Erin Cottrell, attrice statunitense
- 24 agosto - James D'Arcy, attore e regista britannico
- 24 agosto - Joanna Jakimiuk, ex schermitrice polacca
- 24 agosto - Chiara Lico, giornalista, scrittrice e conduttrice televisiva italiana
- 24 agosto - Kelly McCarty, ex cestista e allenatore di pallacanestro statunitense
- 24 agosto - Drew Pearce, sceneggiatore e produttore cinematografico statunitense
- 24 agosto - Hayato Sakurai, artista marziale misto e kickboxer giapponese
- 24 agosto - Kurnia Sandy, ex calciatore indonesiano
- 24 agosto - Mindaugas Žukauskas, ex cestista lituano
- 25 agosto - Sergio Galarza, ex calciatore boliviano
- 25 agosto - Hans Fróði Hansen, allenatore di calcio e ex calciatore faroese
- 25 agosto - Ivan Jurić, allenatore di calcio e ex calciatore croato
- 25 agosto - Rene Mlekuž, ex sciatore alpino sloveno
- 25 agosto - Petria Thomas, ex nuotatrice australiana
- 26 agosto - Valeria Alessandrini, politica italiana
- 26 agosto - John Cabrera, attore e regista statunitense
- 26 agosto - Pierpaolo Lauriola, cantautore e chitarrista italiano
- 26 agosto - Adam Lopez, cantante pop australiano
- 26 agosto - Shea Seals, ex cestista e allenatore di pallacanestro statunitense
- 27 agosto - Giorgio Abonante, politico italiano
- 27 agosto - Leonardo Binchi, ex pallanuotista e allenatore di pallanuoto italiano
- 27 agosto - Cheung Sai Ho, calciatore hongkonghese († 2011)
- 27 agosto - Björn Gelotte, compositore e chitarrista svedese
- 27 agosto - Vladimir Georgiev, scacchista bulgaro
- 27 agosto - Lisa Hanna, modella, attrice e conduttrice televisiva giamaicana
- 27 agosto - Kim Moo-kyo, ex tennistavolista sudcoreana
- 27 agosto - Eduardo Kobra, artista e pittore brasiliano
- 27 agosto - Ma$e, rapper statunitense
- 27 agosto - Jonny Moseley, ex sciatore freestyle statunitense
- 27 agosto - Kareem Reid, ex cestista statunitense
- 27 agosto - Mark Rudan, allenatore di calcio e ex calciatore australiano
- 27 agosto - Veaceslav Rusnac, allenatore di calcio e ex calciatore moldavo
- 28 agosto - Ryan Bailey, pallanuotista statunitense
- 28 agosto - Mustafa Kemal Bitim, ex cestista turco
- 28 agosto - Eugene Byrd, attore statunitense
- 28 agosto - Stefano Canti, politico sammarinese
- 28 agosto - Jamie Cureton, allenatore di calcio e calciatore inglese
- 28 agosto - Gareth Farrelly, allenatore di calcio e ex calciatore irlandese
- 28 agosto - Shana Feste, regista e sceneggiatrice statunitense
- 28 agosto - Yūko Gotō, attrice, doppiatrice e cantante giapponese
- 28 agosto - Thalamus McGhee, ex cestista statunitense
- 28 agosto - José Mora, ex calciatore ecuadoriano
- 28 agosto - Jade Raymond, autrice di videogiochi canadese
- 28 agosto - Nick E. Tarabay, attore libanese
- 28 agosto - Senad Tiganj, ex calciatore sloveno
- 28 agosto - João Tordo, scrittore, giornalista e sceneggiatore portoghese
- 28 agosto - Royce Willis, ex rugbista a 15 neozelandese
- 29 agosto - Roberto Acosta, ex pentatleta messicano
- 29 agosto - Dante Basco, attore, doppiatore e poeta statunitense
- 29 agosto - Rachid Berradi, ex mezzofondista italiano
- 29 agosto - Juan Diego Botto, attore argentino
- 29 agosto - Che Bunce, ex calciatore neozelandese
- 29 agosto - Christian Dalmau, allenatore di pallacanestro e ex cestista portoricano
- 29 agosto - Hannes Hyvönen, ex hockeista su ghiaccio finlandese
- 29 agosto - Yoon C. Joyce, attore sudcoreano
- 29 agosto - Colin McKay, skater canadese
- 29 agosto - Grant Murray, ex calciatore e allenatore di calcio scozzese
- 29 agosto - María Emilia Undurraga, politica e agronoma cilena
- 30 agosto - Marina Anisina, ex pattinatrice artistica su ghiaccio russa
- 30 agosto - George Asanidze, ex sollevatore georgiano
- 30 agosto - Lele Battista, cantautore, polistrumentista e arrangiatore italiano
- 30 agosto - Anjali Bhimani, attrice e doppiatrice statunitense
- 30 agosto - Fabrizio Cammarata, allenatore di calcio e ex calciatore italiano
- 30 agosto - Roberto Carretero, ex tennista spagnolo
- 30 agosto - Natallja Cylinskaja, ex pistard bielorussa
- 30 agosto - Bisco Hatori, fumettista giapponese
- 30 agosto - Radhi Jaïdi, allenatore di calcio e ex calciatore tunisino
- 30 agosto - Susy Matrisciano, politica italiana
- 30 agosto - Miguel Mercado, ex calciatore boliviano
- 30 agosto - Anthony Benedict Modeste, allenatore di calcio e ex calciatore grenadino
- 30 agosto - Ian Russell, allenatore di calcio e ex calciatore statunitense
- 31 agosto - Daniel Harding, direttore d'orchestra britannico
- 31 agosto - Philipp Kutter, politico svizzero
- 31 agosto - Sara Ramírez, attrice e cantante messicana
- 31 agosto - Flávio Sérgio Viana, ex giocatore di calcio a 5 brasiliano
- 31 agosto - Ante Čović, allenatore di calcio e ex calciatore croato